# Encol
Encol foi uma das maiores empresas brasileiras atuante no setor da construção civil. Fundada em 1961 pelo engenheiro Pedro Paulo de Souza, na cidade de Goiânia, chegou a ser a maior construtora brasileira. Entrou num processo de decadência em meados da década de 1990 após a problemas administrativos ocasionados principalmente por gestão temerária da Diretoria, condenada em CPI, do Banco do Brasil. Levada por uma crise de inadimplência, após notícias plantadas na imprensa, e intervenção temerária do Banco do Brasil, a empresa não pôde cumprir suas obrigações e veio à falência em 1999, deixando vários edifícios inacabados no país.[carece de fontes?] Souza acusa a existência de um complô dentro do Banco do Brasil para forçar a falência da empresa.

## O Caso Encol
Em 1994, o Ministério Público do Brasil abriu um inquérito contra a Encol para investigar indícios de sonegação de impostos e emissão de notas fiscais falsas, em que nada pode ser provado. Isto abalou a confiança na empresa, tentou renegociar, antecipadamente, em negociação previamente acordada, suas dívidas com o Banco do Brasil — que implementou, uma espécie de intervenção na companhia, com a indicação de um de seus executivos para acompanhar a administração diária da Encol, cuja ingerência já começara a comprometer pagamentos a diversos credores.
Em janeiro de 1997, um consórcio de trinta e oito bancos tentou encontrar uma alternativa para os credores da Encol, mas não obteve sucesso. No fim daquele ano, após intervenções desastrosas do Banco do Brasil na empresa, a Encol entrou com um pedido de concordata — na época.
Souza chegou a ser preso em abril de 2010 por crime contra o sistema financeiro, tento obtido um dia depois um habeas corpus. Segundo o Ministério Público Federal de Goiás, ele teria sido condenado em 2000 a quatro anos e dois meses de prisão em regime semi-aberto e a 266 dias de multa. A pena prescreveu em 2006, quando Souza fez 70 anos, antes de o processo ser concluído em 2010.